# Dennis Purperhart
Dennis Purperhart (Paramaribo, 10 de junio de 1969) es un exfutbolista surinamés que jugó en la posición de mediocampista. Su último equipo fue el Amsterdamsche FC, de la Tercera división de los Países Bajos.

## Carrera profesional
Purperhart desempeñó toda su carrera en los Países Bajos, específicamente en cinco clubes: 
| Club             | País         | Año         | Part | Goles |
| ---------------- | ------------ | ----------- | ---- | ----- |
| HFC Haarlem      | Países Bajos | 1988 - 1990 | 35   | 1     |
| RKC Waalwijk     | Países Bajos | 1990 - 1991 | 13   | 0     |
| Heracles Almelo  | Países Bajos | 1991 - 1992 | 33   | 7     |
| FC Oss           | Países Bajos | 1992 - 1993 | 14   | 3     |
| Amsterdamsche FC | Países Bajos | 1999 - 2006 | ?    | ?     |

## Selección nacional
Purperhart fue internacional absoluto con la selección de Surinam donde jugó en cinco ocasiones (un gol anotado).
 Participó en dos eliminatorias al Mundial (1998 y 2006) y a la fase final de la Copa del Caribe de 2001 con Surinam.